# Eleições autárquicas de 2021 em Vila Real
As eleições autárquicas de 2021 serviram para eleger os diferentes órgãos do poder local autárquico do concelho de Vila Real.
O Partido Socialista voltou a ser o grande vencedor destas eleições autárquicas, conquistando mais uma vitória folgada como em 2017. Com 58,4% e 5 vereadores, os socialistas renovaram a maioria absoluta, algo que permite a Rui Santos manter-se na presidência da câmara.
A coligação PSD-CDS ficou longe de ameaçar a vitória socialista, conseguindo pouco mais de 28% dos votos e 2 vereadores.
As outras candidaturas ficaram longe de eleger um vereador.

## Candidatos
| Lista | Lista                          | Candidato              |
| ----- | ------------------------------ | ---------------------- |
|       | Partido Socialista             | Rui Santos             |
|       | PSD-CDS-A                      | Luís Tão               |
|       | Bloco de Esquerda              | Luís Mourão dos Santos |
|       | Coligação Democrática Unitária | Alexandre Coelho       |
|       | CHEGA                          | Sérgio Ramos           |

## Resultados Oficiais
Os resultados nas eleições autárquicas de 2021 no concelho de Vila Real para os diferentes órgãos do poder local foram os seguintes:

### Câmara Municipal
| Partido                 | Partido                        | Votos  | %               | +/-  | Vereadores | +/-     |
| ----------------------- | ------------------------------ | ------ | --------------- | ---- | ---------- | ------- |
|                         | Partido Socialista             | 17 472 | 58,44 / 100,00  | 5,96 | 5 / 7      | 2       |
|                         | PSD-CDS-A                      | 8 576  | 28,68 / 100,00  | -    | 2 / 7      | -       |
|                         | CHEGA                          | 1 246  | 4,17 / 100,00   | Novo | 0 / 7      | Novo    |
|                         | Bloco de Esquerda              | 802    | 2,68 / 100,00   | 1,03 | 0 / 7      | Estável |
|                         | Coligação Democrática Unitária | 633    | 2,12 / 100,00   | 0,76 | 0 / 7      | Estável |
| Votos Inválidos         | Votos Inválidos                | 1 169  | 3,91 / 100,00   | 0,43 |            |         |
| Total                   | Total                          | 29 898 | 100,00 / 100,00 |      | 7 / 7      | 2       |
| Eleitorado/Participação | Eleitorado/Participação        | 49 701 | 60,16 / 100,00  | 1,82 |            |         |

### Assembleia Municipal
| Partido                 | Partido                        | Votos  | %               | +/-  | Deputados | +/-     |
| ----------------------- | ------------------------------ | ------ | --------------- | ---- | --------- | ------- |
|                         | Partido Socialista             | 16 136 | 53,98 / 100,00  | 3,26 | 13 / 21   | 4       |
|                         | PSD-CDS-A                      | 9 237  | 30,90 / 100,00  | -    | 7 / 21    | -       |
|                         | CHEGA                          | 1 442  | 4,82 / 100,00   | Novo | 1 / 21    | Novo    |
|                         | Bloco de Esquerda              | 1 031  | 3,45 / 100,00   | 0,36 | 0 / 21    | Estável |
|                         | Coligação Democrática Unitária | 812    | 2,72 / 100,00   | 0,55 | 0 / 21    | Estável |
| Votos Inválidos         | Votos Inválidos                | 1 236  | 4,14 / 100,00   | 0,21 |           |         |
| Total                   | Total                          | 29 894 | 100,00 / 100,00 |      | 21 / 21   | 6       |
| Eleitorado/Participação | Eleitorado/Participação        | 49 701 | 60,15 / 100,00  | 1,83 |           |         |

### Juntas de Freguesia
| Partido                 | Partido                        | Votos  | %               | +/-  | Presidentes | +/-     | Mandatos  | +/-     |
| ----------------------- | ------------------------------ | ------ | --------------- | ---- | ----------- | ------- | --------- | ------- |
|                         | Partido Socialista             | 14 214 | 47,55 / 100,00  | 1,91 | 16 / 20     | 2       | 90 / 176  | 4       |
|                         | PSD-CDS-A                      | 9 338  | 31,24 / 100,00  | -    | 0 / 20      | -       | 51 / 176  | -       |
|                         | Grupo de Cidadãos              | 3 354  | 11,22 / 100,00  | 4,18 | 4 / 20      | 1       | 35 / 176  | 16      |
|                         | Coligação Democrática Unitária | 666    | 2,23 / 100,00   | 0,16 | 0 / 20      | Estável | 0 / 176   | Estável |
|                         | Bloco de Esquerda              | 466    | 1,56 / 100,00   | 0,39 | 0 / 20      | Estável | 0 / 176   | Estável |
|                         | CHEGA                          | 451    | 1,51 / 100,00   | Novo | 0 / 20      | Novo    | 0 / 176   | Novo    |
| Votos Inválidos         | Votos Inválidos                | 1 406  | 4,71 / 100,00   | 0,63 |             |         |           |         |
| Total                   | Total                          | 29 895 | 100,00 / 100,00 |      | 20 / 20     |         | 176 / 176 | 4       |
| Eleitorado/Participação | Eleitorado/Participação        | 49 701 | 60,15 / 100,00  | 0,83 |             |         |           |         |

## Resultados por Freguesia

### Câmara Municipal
| Freguesia                      | %     | %        | %    | %    | %    | Votantes |
| Freguesia                      | PS    | PSD- CDS | CH   | BE   | CDU  | Votantes |
| ------------------------------ | ----- | -------- | ---- | ---- | ---- | -------- |
| Freguesia                      |       |          |      |      |      | Votantes |
| Abaças                         | 73,96 | 14,62    | 3,48 | 1,67 | 2,37 | 718      |
| Adoufe e Vilarinho de Samardã  | 59,10 | 32,60    | 3,56 | 1,19 | 1,36 | 1 687    |
| Andrães                        | 58,38 | 32,47    | 3,85 | 1,25 | 0,87 | 1 038    |
| Arroios                        | 51,53 | 34,44    | 4,58 | 3,47 | 1,39 | 720      |
| Borbela e Lamas de Olo         | 57,40 | 28,15    | 5,45 | 1,98 | 2,52 | 1 467    |
| Campeã                         | 65,80 | 24,78    | 3,79 | 1,30 | 0,76 | 924      |
| Constantim e Vale de Nogueiras | 54,61 | 31,13    | 4,70 | 2,00 | 2,00 | 1 150    |
| Folhadela                      | 55,51 | 30,53    | 4,60 | 2,30 | 3,81 | 1 261    |
| Guiães                         | 69,19 | 13,58    | 6,53 | 1,57 | 1,04 | 383      |
| Lordelo                        | 54,53 | 28,40    | 6,62 | 3,66 | 2,38 | 1 722    |
| Mateus                         | 56,96 | 30,14    | 3,85 | 3,16 | 1,98 | 1 868    |
| Mondrões                       | 69,54 | 20,92    | 5,69 | 1,23 | 1,08 | 650      |
| Mouçós e Lamares               | 62,97 | 25,02    | 3,87 | 1,55 | 2,41 | 2 198    |
| Nogueira e Ermida              | 55,93 | 37,23    | 2,74 | 0,76 | 0,76 | 658      |
| Parada de Cunhos               | 56,86 | 31,54    | 3,45 | 2,78 | 1,82 | 1 043    |
| Pena, Quintã e Vila Cova       | 55,22 | 32,09    | 4,29 | 0,75 | 1,49 | 536      |
| São Tomé do Castelo e Justes   | 56,27 | 29,91    | 3,80 | 3,30 | 2,28 | 789      |
| Torgueda                       | 73,12 | 21,41    | 1,47 | 1,27 | 0,59 | 1 023    |
| Vila Marim                     | 62,85 | 29,49    | 2,02 | 1,43 | 1,26 | 1 187    |
| Vila Real                      | 55,09 | 29,41    | 4,30 | 4,22 | 2,77 | 8 876    |
| Vila Real                      | 58,44 | 28,68    | 4,17 | 2,68 | 2,12 | 29 898   |

#### Abaças
| Partido                 | Partido                        | Votos | %               | +/-   |
| ----------------------- | ------------------------------ | ----- | --------------- | ----- |
|                         | Partido Socialista             | 531   | 73,96 / 100,00  | 10,18 |
|                         | PSD-CDS-A                      | 105   | 14,62 / 100,00  | -     |
|                         | CHEGA                          | 25    | 3,48 / 100,00   | Novo  |
|                         | Coligação Democrática Unitária | 17    | 2,37 / 100,00   | 1,32  |
|                         | Bloco de Esquerda              | 12    | 1,67 / 100,00   | 0,62  |
| Votos Inválidos         | Votos Inválidos                | 28    | 3,90 / 100,00   | 0,83  |
| Total                   | Total                          | 718   | 100,00 / 100,00 |       |
| Eleitorado/Participação | Eleitorado/Participação        | 1 125 | 63,82 / 100,00  | 1,31  |

#### Adoufe e Vilarinho de Samardã
| Partido                 | Partido                        | Votos | %               | +/-  |
| ----------------------- | ------------------------------ | ----- | --------------- | ---- |
|                         | Partido Socialista             | 997   | 59,10 / 100,00  | 6,93 |
|                         | PSD-CDS-A                      | 550   | 32,60 / 100,00  | -    |
|                         | CHEGA                          | 60    | 3,56 / 100,00   | Novo |
|                         | Coligação Democrática Unitária | 23    | 1,36 / 100,00   | 0,18 |
|                         | Bloco de Esquerda              | 20    | 1,19 / 100,00   | 0,63 |
| Votos Inválidos         | Votos Inválidos                | 37    | 2,30 / 100,00   | 0,29 |
| Total                   | Total                          | 1 687 | 100,00 / 100,00 |      |
| Eleitorado/Participação | Eleitorado/Participação        | 2 854 | 59,11 / 100,00  | 1,14 |

#### Andrães
| Partido                 | Partido                        | Votos | %               | +/-  |
| ----------------------- | ------------------------------ | ----- | --------------- | ---- |
|                         | Partido Socialista             | 606   | 58,38 / 100,00  | 3,38 |
|                         | PSD-CDS-A                      | 337   | 32,47 / 100,00  | -    |
|                         | CHEGA                          | 40    | 3,85 / 100,00   | Novo |
|                         | Bloco de Esquerda              | 13    | 1,25 / 100,00   | 0,96 |
|                         | Coligação Democrática Unitária | 9     | 0,87 / 100,00   | 0,01 |
| Votos Inválidos         | Votos Inválidos                | 33    | 3,18 / 100,00   | 0,93 |
| Total                   | Total                          | 1 038 | 100,00 / 100,00 |      |
| Eleitorado/Participação | Eleitorado/Participação        | 1 584 | 65,53 / 100,00  | 3,49 |

#### Arroios
| Partido                 | Partido                        | Votos | %               | +/-  |
| ----------------------- | ------------------------------ | ----- | --------------- | ---- |
|                         | Partido Socialista             | 371   | 51,53 / 100,00  | 6,28 |
|                         | PSD-CDS-A                      | 248   | 34,44 / 100,00  | -    |
|                         | CHEGA                          | 33    | 4,58 / 100,00   | Novo |
|                         | Bloco de Esquerda              | 25    | 3,47 / 100,00   | 1,38 |
|                         | Coligação Democrática Unitária | 10    | 1,39 / 100,00   | 0,77 |
| Votos Inválidos         | Votos Inválidos                | 33    | 4,58 / 100,00   | 1,87 |
| Total                   | Total                          | 720   | 100,00 / 100,00 |      |
| Eleitorado/Participação | Eleitorado/Participação        | 1 045 | 68,90 / 100,00  | 3,95 |

#### Borbela e Lamas de Olo
| Partido                 | Partido                        | Votos | %               | +/-   |
| ----------------------- | ------------------------------ | ----- | --------------- | ----- |
|                         | Partido Socialista             | 842   | 57,40 / 100,00  | 10,37 |
|                         | PSD-CDS-A                      | 413   | 28,15 / 100,00  | -     |
|                         | CHEGA                          | 80    | 5,45 / 100,00   | Novo  |
|                         | Coligação Democrática Unitária | 37    | 2,52 / 100,00   | 0,57  |
|                         | Bloco de Esquerda              | 29    | 1,98 / 100,00   | 0,94  |
| Votos Inválidos         | Votos Inválidos                | 66    | 4,49 / 100,00   | 0,71  |
| Total                   | Total                          | 1 467 | 100,00 / 100,00 |       |
| Eleitorado/Participação | Eleitorado/Participação        | 2 699 | 54,35 / 100,00  | 1,77  |

#### Campeã
| Partido                 | Partido                        | Votos | %               | +/-  |
| ----------------------- | ------------------------------ | ----- | --------------- | ---- |
|                         | Partido Socialista             | 608   | 65,80 / 100,00  | 6,05 |
|                         | PSD-CDS-A                      | 229   | 24,78 / 100,00  | -    |
|                         | CHEGA                          | 35    | 3,79 / 100,00   | Novo |
|                         | Bloco de Esquerda              | 12    | 1,30 / 100,00   | 0,68 |
|                         | Coligação Democrática Unitária | 7     | 0,76 / 100,00   | 0,14 |
| Votos Inválidos         | Votos Inválidos                | 33    | 3,57 / 100,00   | 0,89 |
| Total                   | Total                          | 924   | 100,00 / 100,00 |      |
| Eleitorado/Participação | Eleitorado/Participação        | 1 611 | 57,36 / 100,00  | 3,29 |

#### Constantim e Vale de Nogueiras
| Partido                 | Partido                        | Votos | %               | +/-  |
| ----------------------- | ------------------------------ | ----- | --------------- | ---- |
|                         | Partido Socialista             | 628   | 54,61 / 100,00  | 2,55 |
|                         | PSD-CDS-A                      | 358   | 31,13 / 100,00  | -    |
|                         | CHEGA                          | 54    | 4,70 / 100,00   | Novo |
|                         | Bloco de Esquerda              | 23    | 2,00 / 100,00   | 1,26 |
|                         | Coligação Democrática Unitária | 23    | 2,00 / 100,00   | 1,42 |
| Votos Inválidos         | Votos Inválidos                | 64    | 5,57 / 100,00   | 1,11 |
| Total                   | Total                          | 1 150 | 100,00 / 100,00 |      |
| Eleitorado/Participação | Eleitorado/Participação        | 1 866 | 61,63 / 100,00  | 1,63 |

#### Folhadela
| Partido                 | Partido                        | Votos | %               | +/-   |
| ----------------------- | ------------------------------ | ----- | --------------- | ----- |
|                         | Partido Socialista             | 700   | 55,51 / 100,00  | 11,00 |
|                         | PSD-CDS-A                      | 385   | 30,53 / 100,00  | -     |
|                         | CHEGA                          | 58    | 4,60 / 100,00   | Novo  |
|                         | Coligação Democrática Unitária | 48    | 3,81 / 100,00   | 1,27  |
|                         | Bloco de Esquerda              | 29    | 2,30 / 100,00   | 0,99  |
| Votos Inválidos         | Votos Inválidos                | 41    | 3,25 / 100,00   | 0,14  |
| Total                   | Total                          | 1 261 | 100,00 / 100,00 |       |
| Eleitorado/Participação | Eleitorado/Participação        | 1 978 | 63,75 / 100,00  | 0,33  |

#### Guiães
| Partido                 | Partido                        | Votos | %               | +/-  |
| ----------------------- | ------------------------------ | ----- | --------------- | ---- |
|                         | Partido Socialista             | 265   | 69,19 / 100,00  | 3,51 |
|                         | PSD-CDS-A                      | 52    | 13,58 / 100,00  | -    |
|                         | CHEGA                          | 25    | 6,53 / 100,00   | Novo |
|                         | Bloco de Esquerda              | 6     | 1,57 / 100,00   | 0,77 |
|                         | Coligação Democrática Unitária | 4     | 1,04 / 100,00   | 0,77 |
| Votos Inválidos         | Votos Inválidos                | 31    | 8,09 / 100,00   | 4,60 |
| Total                   | Total                          | 383   | 100,00 / 100,00 |      |
| Eleitorado/Participação | Eleitorado/Participação        | 630   | 60,79 / 100,00  | 5,37 |

#### Lordelo
| Partido                 | Partido                        | Votos | %               | +/-   |
| ----------------------- | ------------------------------ | ----- | --------------- | ----- |
|                         | Partido Socialista             | 939   | 54,53 / 100,00  | 15,72 |
|                         | PSD-CDS-A                      | 489   | 28,40 / 100,00  | -     |
|                         | CHEGA                          | 114   | 6,62 / 100,00   | Novo  |
|                         | Bloco de Esquerda              | 63    | 3,66 / 100,00   | 0,73  |
|                         | Coligação Democrática Unitária | 41    | 2,38 / 100,00   | 1,20  |
| Votos Inválidos         | Votos Inválidos                | 76    | 4,41 / 100,00   | 0,16  |
| Total                   | Total                          | 1 722 | 100,00 / 100,00 |       |
| Eleitorado/Participação | Eleitorado/Participação        | 2 728 | 63,12 / 100,00  | 3,43  |

#### Mateus
| Partido                 | Partido                        | Votos | %               | +/-   |
| ----------------------- | ------------------------------ | ----- | --------------- | ----- |
|                         | Partido Socialista             | 1 064 | 56,96 / 100,00  | 10,93 |
|                         | PSD-CDS-A                      | 563   | 30,14 / 100,00  | -     |
|                         | CHEGA                          | 72    | 3,85 / 100,00   | Novo  |
|                         | Bloco de Esquerda              | 59    | 3,16 / 100,00   | 0,79  |
|                         | Coligação Democrática Unitária | 37    | 1,98 / 100,00   | 0,24  |
| Votos Inválidos         | Votos Inválidos                | 73    | 3,91 / 100,00   | 0,70  |
| Total                   | Total                          | 1 868 | 100,00 / 100,00 |       |
| Eleitorado/Participação | Eleitorado/Participação        | 3 047 | 61,31 / 100,00  | 3,54  |

#### Mondrões
| Partido                 | Partido                        | Votos | %               | +/-  |
| ----------------------- | ------------------------------ | ----- | --------------- | ---- |
|                         | Partido Socialista             | 452   | 69,54 / 100,00  | 5,02 |
|                         | PSD-CDS-A                      | 136   | 20,92 / 100,00  | -    |
|                         | CHEGA                          | 37    | 5,69 / 100,00   | Novo |
|                         | Bloco de Esquerda              | 8     | 1,23 / 100,00   | 0,12 |
|                         | Coligação Democrática Unitária | 7     | 1,08 / 100,00   | 0,63 |
| Votos Inválidos         | Votos Inválidos                | 10    | 1,54 / 100,00   | 2,96 |
| Total                   | Total                          | 650   | 100,00 / 100,00 |      |
| Eleitorado/Participação | Eleitorado/Participação        | 965   | 67,36 / 100,00  | 0,96 |

#### Mouçós e Lamares
| Partido                 | Partido                        | Votos | %               | +/-  |
| ----------------------- | ------------------------------ | ----- | --------------- | ---- |
|                         | Partido Socialista             | 1 384 | 62,97 / 100,00  | 0,24 |
|                         | PSD-CDS-A                      | 550   | 25,02 / 100,00  | -    |
|                         | CHEGA                          | 85    | 3,87 / 100,00   | Novo |
|                         | Coligação Democrática Unitária | 53    | 2,41 / 100,00   | 0,88 |
|                         | Bloco de Esquerda              | 34    | 1,55 / 100,00   | 0,39 |
| Votos Inválidos         | Votos Inválidos                | 92    | 4,19 / 100,00   | 0,98 |
| Total                   | Total                          | 2 198 | 100,00 / 100,00 |      |
| Eleitorado/Participação | Eleitorado/Participação        | 3 480 | 63,16 / 100,00  | 2,77 |

#### Nogueira e Ermida
| Partido                 | Partido                        | Votos | %               | +/-  |
| ----------------------- | ------------------------------ | ----- | --------------- | ---- |
|                         | Partido Socialista             | 368   | 55,93 / 100,00  | 0,77 |
|                         | PSD-CDS-A                      | 245   | 37,23 / 100,00  | -    |
|                         | CHEGA                          | 18    | 2,74 / 100,00   | Novo |
|                         | Bloco de Esquerda              | 5     | 0,76 / 100,00   | 0,08 |
|                         | Coligação Democrática Unitária | 5     | 0,76 / 100,00   | 0,20 |
| Votos Inválidos         | Votos Inválidos                | 17    | 2,59 / 100,00   | 0,90 |
| Total                   | Total                          | 658   | 100,00 / 100,00 |      |
| Eleitorado/Participação | Eleitorado/Participação        | 917   | 71,76 / 100,00  | 0,52 |

#### Parada de Cunhos
| Partido                 | Partido                        | Votos | %               | +/-  |
| ----------------------- | ------------------------------ | ----- | --------------- | ---- |
|                         | Partido Socialista             | 593   | 56,86 / 100,00  | 6,27 |
|                         | PSD-CDS-A                      | 329   | 31,54 / 100,00  | -    |
|                         | CHEGA                          | 36    | 3,45 / 100,00   | Novo |
|                         | Bloco de Esquerda              | 29    | 2,78 / 100,00   | 1,51 |
|                         | Coligação Democrática Unitária | 19    | 1,82 / 100,00   | 0,82 |
| Votos Inválidos         | Votos Inválidos                | 37    | 3,55 / 100,00   | 0,02 |
| Total                   | Total                          | 1 043 | 100,00 / 100,00 |      |
| Eleitorado/Participação | Eleitorado/Participação        | 1 657 | 62,95 / 100,00  | 2,49 |

#### Pena, Quintã e Vila Cova
| Partido                 | Partido                        | Votos | %               | +/-  |
| ----------------------- | ------------------------------ | ----- | --------------- | ---- |
|                         | Partido Socialista             | 296   | 55,22 / 100,00  | 3,34 |
|                         | PSD-CDS-A                      | 172   | 32,09 / 100,00  | -    |
|                         | CHEGA                          | 23    | 4,29 / 100,00   | Novo |
|                         | Coligação Democrática Unitária | 8     | 1,49 / 100,00   | 0,51 |
|                         | Bloco de Esquerda              | 4     | 0,75 / 100,00   | 0,59 |
| Votos Inválidos         | Votos Inválidos                | 33    | 6,16 / 100,00   | 2,07 |
| Total                   | Total                          | 536   | 100,00 / 100,00 |      |
| Eleitorado/Participação | Eleitorado/Participação        | 939   | 57,08 / 100,00  | 3,12 |

#### São Tomé do Castelo e Justes
| Partido                 | Partido                        | Votos | %               | +/-   |
| ----------------------- | ------------------------------ | ----- | --------------- | ----- |
|                         | Partido Socialista             | 444   | 56,27 / 100,00  | 10,32 |
|                         | PSD-CDS-A                      | 236   | 29,91 / 100,00  | -     |
|                         | CHEGA                          | 30    | 3,80 / 100,00   | Novo  |
|                         | Bloco de Esquerda              | 26    | 3,30 / 100,00   | 0,27  |
|                         | Coligação Democrática Unitária | 18    | 2,28 / 100,00   | 1,69  |
| Votos Inválidos         | Votos Inválidos                | 35    | 4,44 / 100,00   | 0,76  |
| Total                   | Total                          | 789   | 100,00 / 100,00 |       |
| Eleitorado/Participação | Eleitorado/Participação        | 1 365 | 57,80 / 100,00  | 2,51  |

#### Torgueda
| Partido                 | Partido                        | Votos | %               | +/-   |
| ----------------------- | ------------------------------ | ----- | --------------- | ----- |
|                         | Partido Socialista             | 748   | 73,12 / 100,00  | 11,80 |
|                         | PSD-CDS-A                      | 219   | 21,41 / 100,00  | -     |
|                         | CHEGA                          | 15    | 1,47 / 100,00   | Novo  |
|                         | Bloco de Esquerda              | 13    | 1,27 / 100,00   | 0,98  |
|                         | Coligação Democrática Unitária | 6     | 0,59 / 100,00   | 0,27  |
| Votos Inválidos         | Votos Inválidos                | 22    | 2,15 / 100,00   | 1,58  |
| Total                   | Total                          | 1 023 | 100,00 / 100,00 |       |
| Eleitorado/Participação | Eleitorado/Participação        | 1 576 | 64,91 / 100,00  | 1,80  |

#### Vila Marim
| Partido                 | Partido                        | Votos | %               | +/-  |
| ----------------------- | ------------------------------ | ----- | --------------- | ---- |
|                         | Partido Socialista             | 746   | 62,85 / 100,00  | 7,63 |
|                         | PSD-CDS-A                      | 350   | 29,49 / 100,00  | -    |
|                         | CHEGA                          | 24    | 2,02 / 100,00   | Novo |
|                         | Bloco de Esquerda              | 17    | 1,43 / 100,00   | 0,13 |
|                         | Coligação Democrática Unitária | 15    | 1,26 / 100,00   | 0,60 |
| Votos Inválidos         | Votos Inválidos                | 35    | 2,94 / 100,00   | 0,02 |
| Total                   | Total                          | 1 187 | 100,00 / 100,00 |      |
| Eleitorado/Participação | Eleitorado/Participação        | 1 726 | 68,77 / 100,00  | 2,32 |

#### Vila Real
| Partido                 | Partido                        | Votos  | %               | +/-   |
| ----------------------- | ------------------------------ | ------ | --------------- | ----- |
|                         | Partido Socialista             | 4 890  | 55,09 / 100,00  | 10,42 |
|                         | PSD-CDS-A                      | 2 610  | 29,41 / 100,00  | -     |
|                         | CHEGA                          | 382    | 4,30 / 100,00   | Novo  |
|                         | Bloco de Esquerda              | 375    | 4,22 / 100,00   | 1,86  |
|                         | Coligação Democrática Unitária | 246    | 2,77 / 100,00   | 0,97  |
| Votos Inválidos         | Votos Inválidos                | 373    | 4,20 / 100,00   | 0,77  |
| Total                   | Total                          | 8 876  | 100,00 / 100,00 |       |
| Eleitorado/Participação | Eleitorado/Participação        | 15 909 | 55,79 / 100,00  | 5,38  |

### Assembleia Municipal
| Freguesia                      | %     | %        | %    | %    | %    | Votantes |
| Freguesia                      | PS    | PSD- CDS | CH   | BE   | CDU  | Votantes |
| ------------------------------ | ----- | -------- | ---- | ---- | ---- | -------- |
| Freguesia                      |       |          |      |      |      | Votantes |
| Abaças                         | 71,17 | 15,60    | 5,01 | 1,81 | 2,09 | 718      |
| Adoufe e Vilarinho de Samardã  | 52,93 | 35,92    | 4,15 | 1,90 | 1,78 | 1 687    |
| Andrães                        | 54,43 | 36,03    | 4,05 | 1,54 | 0,67 | 1 038    |
| Arroios                        | 47,78 | 36,94    | 5,83 | 3,75 | 1,39 | 720      |
| Borbela e Lamas de Olo         | 53,03 | 30,27    | 6,41 | 2,86 | 2,86 | 1 467    |
| Campeã                         | 67,97 | 24,24    | 3,14 | 1,30 | 0,97 | 924      |
| Constantim e Vale de Nogueiras | 49,91 | 34,35    | 5,48 | 2,17 | 2,09 | 1 150    |
| Folhadela                      | 50,52 | 32,12    | 4,60 | 3,73 | 5,08 | 1 261    |
| Guiães                         | 66,32 | 14,88    | 7,83 | 0,52 | 1,04 | 383      |
| Lordelo                        | 50,17 | 30,37    | 7,08 | 4,76 | 3,19 | 1 722    |
| Mateus                         | 51,23 | 32,60    | 4,76 | 4,66 | 3,32 | 1 868    |
| Mondrões                       | 67,23 | 21,08    | 6,15 | 1,08 | 2,15 | 650      |
| Mouçós e Lamares               | 57,92 | 28,12    | 5,00 | 2,09 | 2,50 | 2 198    |
| Nogueira e Ermida              | 52,58 | 38,15    | 3,80 | 1,37 | 1,52 | 658      |
| Parada de Cunhos               | 55,42 | 31,16    | 4,31 | 3,16 | 1,92 | 1 043    |
| Pena, Quintã e Vila Cova       | 50,75 | 36,38    | 4,10 | 0,93 | 1,68 | 536      |
| São Tomé do Castelo e Justes   | 51,08 | 32,19    | 4,31 | 4,18 | 3,17 | 789      |
| Torgueda                       | 70,19 | 22,29    | 2,05 | 1,76 | 0,78 | 1 023    |
| Vila Marim                     | 58,30 | 32,18    | 3,03 | 2,11 | 1,26 | 1 187    |
| Vila Real                      | 49,73 | 31,92    | 4,89 | 5,30 | 3,76 | 8 872    |
| Vila Real                      | 53,98 | 30,90    | 4,82 | 3,45 | 2,72 | 29 894   |

#### Abaças
| Partido                 | Partido                        | Votos | %               | +/-   |
| ----------------------- | ------------------------------ | ----- | --------------- | ----- |
|                         | Partido Socialista             | 511   | 71,17 / 100,00  | 11,33 |
|                         | PSD-CDS-A                      | 112   | 15,60 / 100,00  | -     |
|                         | CHEGA                          | 36    | 5,01 / 100,00   | Novo  |
|                         | Coligação Democrática Unitária | 15    | 2,09 / 100,00   | 0,25  |
|                         | Bloco de Esquerda              | 13    | 1,81 / 100,00   | 0,50  |
| Votos Inválidos         | Votos Inválidos                | 31    | 4,32 / 100,00   | 1,06  |
| Total                   | Total                          | 718   | 100,00 / 100,00 |       |
| Eleitorado/Participação | Eleitorado/Participação        | 1 125 | 63,82 / 100,00  | 1,31  |

#### Adoufe e Vilarinho de Samardã
| Partido                 | Partido                        | Votos | %               | +/-  |
| ----------------------- | ------------------------------ | ----- | --------------- | ---- |
|                         | Partido Socialista             | 893   | 52,93 / 100,00  | 6,24 |
|                         | PSD-CDS-A                      | 606   | 35,92 / 100,00  | -    |
|                         | CHEGA                          | 70    | 4,15 / 100,00   | Novo |
|                         | Bloco de Esquerda              | 32    | 1,90 / 100,00   | 0,78 |
|                         | Coligação Democrática Unitária | 30    | 1,78 / 100,00   | 0,26 |
| Votos Inválidos         | Votos Inválidos                | 56    | 3,32 / 100,00   | 0,34 |
| Total                   | Total                          | 1 687 | 100,00 / 100,00 |      |
| Eleitorado/Participação | Eleitorado/Participação        | 2 854 | 59,11 / 100,00  | 1,14 |

#### Andrães
| Partido                 | Partido                        | Votos | %               | +/-  |
| ----------------------- | ------------------------------ | ----- | --------------- | ---- |
|                         | Partido Socialista             | 565   | 54,43 / 100,00  | 1,26 |
|                         | PSD-CDS-A                      | 374   | 36,03 / 100,00  | -    |
|                         | CHEGA                          | 42    | 4,05 / 100,00   | Novo |
|                         | Bloco de Esquerda              | 16    | 1,54 / 100,00   | 0,56 |
|                         | Coligação Democrática Unitária | 7     | 0,67 / 100,00   | 0,70 |
| Votos Inválidos         | Votos Inválidos                | 34    | 3,27 / 100,00   | 0,63 |
| Total                   | Total                          | 1 038 | 100,00 / 100,00 |      |
| Eleitorado/Participação | Eleitorado/Participação        | 1 584 | 65,53 / 100,00  | 3,49 |

#### Arroios
| Partido                 | Partido                        | Votos | %               | +/-  |
| ----------------------- | ------------------------------ | ----- | --------------- | ---- |
|                         | Partido Socialista             | 344   | 47,78 / 100,00  | 1,30 |
|                         | PSD-CDS-A                      | 266   | 36,94 / 100,00  | -    |
|                         | CHEGA                          | 42    | 5,83 / 100,00   | Novo |
|                         | Bloco de Esquerda              | 27    | 3,75 / 100,00   | 0,31 |
|                         | Coligação Democrática Unitária | 10    | 1,39 / 100,00   | 0,53 |
| Votos Inválidos         | Votos Inválidos                | 31    | 4,30 / 100,00   | 0,98 |
| Total                   | Total                          | 720   | 100,00 / 100,00 |      |
| Eleitorado/Participação | Eleitorado/Participação        | 1 045 | 68,90 / 100,00  | 3,95 |

#### Borbela e Lamas de Olo
| Partido                 | Partido                        | Votos | %               | +/-  |
| ----------------------- | ------------------------------ | ----- | --------------- | ---- |
|                         | Partido Socialista             | 778   | 53,03 / 100,00  | 5,82 |
|                         | PSD-CDS-A                      | 444   | 30,27 / 100,00  | -    |
|                         | CHEGA                          | 94    | 6,41 / 100,00   | Novo |
|                         | Bloco de Esquerda              | 42    | 2,86 / 100,00   | 0,26 |
|                         | Coligação Democrática Unitária | 42    | 2,86 / 100,00   | 0,65 |
| Votos Inválidos         | Votos Inválidos                | 67    | 4,57 / 100,00   | 0,08 |
| Total                   | Total                          | 1 467 | 100,00 / 100,00 |      |
| Eleitorado/Participação | Eleitorado/Participação        | 2 699 | 54,35 / 100,00  | 1,77 |

#### Campeã
| Partido                 | Partido                        | Votos | %               | +/-   |
| ----------------------- | ------------------------------ | ----- | --------------- | ----- |
|                         | Partido Socialista             | 628   | 67,97 / 100,00  | 11,43 |
|                         | PSD-CDS-A                      | 224   | 24,24 / 100,00  | -     |
|                         | CHEGA                          | 29    | 3,14 / 100,00   | Novo  |
|                         | Bloco de Esquerda              | 12    | 1,30 / 100,00   | 0,37  |
|                         | Coligação Democrática Unitária | 9     | 0,97 / 100,00   | 0,45  |
| Votos Inválidos         | Votos Inválidos                | 22    | 2,38 / 100,00   | 1,56  |
| Total                   | Total                          | 924   | 100,00 / 100,00 |       |
| Eleitorado/Participação | Eleitorado/Participação        | 1 611 | 57,36 / 100,00  | 3,29  |

#### Constantim e Vale de Nogueiras
| Partido                 | Partido                        | Votos | %               | +/-  |
| ----------------------- | ------------------------------ | ----- | --------------- | ---- |
|                         | Partido Socialista             | 574   | 49,91 / 100,00  | 1,64 |
|                         | PSD-CDS-A                      | 395   | 34,35 / 100,00  | -    |
|                         | CHEGA                          | 63    | 5,48 / 100,00   | Novo |
|                         | Bloco de Esquerda              | 25    | 2,17 / 100,00   | 0,93 |
|                         | Coligação Democrática Unitária | 24    | 2,09 / 100,00   | 0,93 |
| Votos Inválidos         | Votos Inválidos                | 69    | 6,00 / 100,00   | 0,06 |
| Total                   | Total                          | 1 150 | 100,00 / 100,00 |      |
| Eleitorado/Participação | Eleitorado/Participação        | 1 866 | 61,63 / 100,00  | 1,63 |

#### Folhadela
| Partido                 | Partido                        | Votos | %               | +/-  |
| ----------------------- | ------------------------------ | ----- | --------------- | ---- |
|                         | Partido Socialista             | 637   | 50,52 / 100,00  | 9,88 |
|                         | PSD-CDS-A                      | 405   | 32,12 / 100,00  | -    |
|                         | Coligação Democrática Unitária | 64    | 5,08 / 100,00   | 0,61 |
|                         | CHEGA                          | 58    | 4,60 / 100,00   | Novo |
|                         | Bloco de Esquerda              | 47    | 3,73 / 100,00   | 1,34 |
| Votos Inválidos         | Votos Inválidos                | 50    | 3,97 / 100,00   | 0,28 |
| Total                   | Total                          | 1 261 | 100,00 / 100,00 |      |
| Eleitorado/Participação | Eleitorado/Participação        | 1 978 | 63,75 / 100,00  | 0,29 |

#### Guiães
| Partido                 | Partido                        | Votos | %               | +/-  |
| ----------------------- | ------------------------------ | ----- | --------------- | ---- |
|                         | Partido Socialista             | 254   | 66,32 / 100,00  | 2,78 |
|                         | PSD-CDS-A                      | 57    | 14,88 / 100,00  | -    |
|                         | CHEGA                          | 30    | 7,83 / 100,00   | Novo |
|                         | Coligação Democrática Unitária | 4     | 1,04 / 100,00   | 0,77 |
|                         | Bloco de Esquerda              | 2     | 0,52 / 100,00   | 0,55 |
| Votos Inválidos         | Votos Inválidos                | 36    | 9,40 / 100,00   | 5,65 |
| Total                   | Total                          | 383   | 100,00 / 100,00 |      |
| Eleitorado/Participação | Eleitorado/Participação        | 630   | 60,79 / 100,00  | 5,37 |

#### Lordelo
| Partido                 | Partido                        | Votos | %               | +/-   |
| ----------------------- | ------------------------------ | ----- | --------------- | ----- |
|                         | Partido Socialista             | 864   | 50,17 / 100,00  | 13,21 |
|                         | PSD-CDS-A                      | 523   | 30,37 / 100,00  | -     |
|                         | CHEGA                          | 122   | 7,08 / 100,00   | Novo  |
|                         | Bloco de Esquerda              | 82    | 4,76 / 100,00   | 0,31  |
|                         | Coligação Democrática Unitária | 55    | 3,19 / 100,00   | 0,32  |
| Votos Inválidos         | Votos Inválidos                | 76    | 4,41 / 100,00   | 0,16  |
| Total                   | Total                          | 1 722 | 100,00 / 100,00 |       |
| Eleitorado/Participação | Eleitorado/Participação        | 2 728 | 63,12 / 100,00  | 3,43  |

#### Mateus
| Partido                 | Partido                        | Votos | %               | +/-  |
| ----------------------- | ------------------------------ | ----- | --------------- | ---- |
|                         | Partido Socialista             | 957   | 51,23 / 100,00  | 8,05 |
|                         | PSD-CDS-A                      | 609   | 32,60 / 100,00  | -    |
|                         | CHEGA                          | 89    | 4,76 / 100,00   | Novo |
|                         | Bloco de Esquerda              | 87    | 4,66 / 100,00   | 0,66 |
|                         | Coligação Democrática Unitária | 62    | 3,32 / 100,00   | 0,22 |
| Votos Inválidos         | Votos Inválidos                | 64    | 3,42 / 100,00   | 0,16 |
| Total                   | Total                          | 1 868 | 100,00 / 100,00 |      |
| Eleitorado/Participação | Eleitorado/Participação        | 3 047 | 61,31 / 100,00  | 3,57 |

#### Mondrões
| Partido                 | Partido                        | Votos | %               | +/-  |
| ----------------------- | ------------------------------ | ----- | --------------- | ---- |
|                         | Partido Socialista             | 437   | 67,23 / 100,00  | 7,80 |
|                         | PSD-CDS-A                      | 137   | 21,08 / 100,00  | -    |
|                         | CHEGA                          | 40    | 6,15 / 100,00   | Novo |
|                         | Coligação Democrática Unitária | 14    | 2,15 / 100,00   | 1,40 |
|                         | Bloco de Esquerda              | 7     | 1,08 / 100,00   | 0,27 |
| Votos Inválidos         | Votos Inválidos                | 15    | 2,31 / 100,00   | 2,33 |
| Total                   | Total                          | 650   | 100,00 / 100,00 |      |
| Eleitorado/Participação | Eleitorado/Participação        | 965   | 67,36 / 100,00  | 0,96 |

#### Mouçós e Lamares
| Partido                 | Partido                        | Votos | %               | +/-  |
| ----------------------- | ------------------------------ | ----- | --------------- | ---- |
|                         | Partido Socialista             | 1 273 | 57,92 / 100,00  | 4,18 |
|                         | PSD-CDS-A                      | 618   | 28,12 / 100,00  | -    |
|                         | CHEGA                          | 110   | 5,00 / 100,00   | Novo |
|                         | Coligação Democrática Unitária | 55    | 2,50 / 100,00   | 0,50 |
|                         | Bloco de Esquerda              | 46    | 2,09 / 100,00   | 0,28 |
| Votos Inválidos         | Votos Inválidos                | 96    | 4,37 / 100,00   | 0,57 |
| Total                   | Total                          | 2 198 | 100,00 / 100,00 |      |
| Eleitorado/Participação | Eleitorado/Participação        | 3 480 | 63,16 / 100,00  | 2,77 |

#### Nogueira e Ermida
| Partido                 | Partido                        | Votos | %               | +/-  |
| ----------------------- | ------------------------------ | ----- | --------------- | ---- |
|                         | Partido Socialista             | 346   | 52,58 / 100,00  | 1,46 |
|                         | PSD-CDS-A                      | 251   | 38,15 / 100,00  | -    |
|                         | CHEGA                          | 25    | 3,80 / 100,00   | Novo |
|                         | Coligação Democrática Unitária | 10    | 1,52 / 100,00   | 0,16 |
|                         | Bloco de Esquerda              | 9     | 1,37 / 100,00   | 0,11 |
| Votos Inválidos         | Votos Inválidos                | 17    | 2,58 / 100,00   | 1,05 |
| Total                   | Total                          | 658   | 100,00 / 100,00 |      |
| Eleitorado/Participação | Eleitorado/Participação        | 917   | 71,76 / 100,00  | 0,52 |

#### Parada de Cunhos
| Partido                 | Partido                        | Votos | %               | +/-  |
| ----------------------- | ------------------------------ | ----- | --------------- | ---- |
|                         | Partido Socialista             | 578   | 55,42 / 100,00  | 1,89 |
|                         | PSD-CDS-A                      | 325   | 31,16 / 100,00  | -    |
|                         | CHEGA                          | 45    | 4,31 / 100,00   | Novo |
|                         | Bloco de Esquerda              | 33    | 3,16 / 100,00   | 0,19 |
|                         | Coligação Democrática Unitária | 20    | 1,92 / 100,00   | 0,20 |
| Votos Inválidos         | Votos Inválidos                | 42    | 4,03 / 100,00   | 0,23 |
| Total                   | Total                          | 1 043 | 100,00 / 100,00 |      |
| Eleitorado/Participação | Eleitorado/Participação        | 1 657 | 62,95 / 100,00  | 2,49 |

#### Pena, Quintã e Vila Cova
| Partido                 | Partido                        | Votos | %               | +/-  |
| ----------------------- | ------------------------------ | ----- | --------------- | ---- |
|                         | Partido Socialista             | 272   | 50,75 / 100,00  | 5,65 |
|                         | PSD-CDS-A                      | 195   | 36,38 / 100,00  | -    |
|                         | CHEGA                          | 22    | 4,10 / 100,00   | Novo |
|                         | Coligação Democrática Unitária | 9     | 1,68 / 100,00   | 0,86 |
|                         | Bloco de Esquerda              | 5     | 0,93 / 100,00   | 0,54 |
| Votos Inválidos         | Votos Inválidos                | 33    | 6,16 / 100,00   | 1,59 |
| Total                   | Total                          | 536   | 100,00 / 100,00 |      |
| Eleitorado/Participação | Eleitorado/Participação        | 939   | 57,08 / 100,00  | 3,22 |

#### São Tomé do Castelo e Justes
| Partido                 | Partido                        | Votos | %               | +/-  |
| ----------------------- | ------------------------------ | ----- | --------------- | ---- |
|                         | Partido Socialista             | 403   | 51,08 / 100,00  | 8,25 |
|                         | PSD-CDS-A                      | 254   | 32,19 / 100,00  | -    |
|                         | CHEGA                          | 34    | 4,31 / 100,00   | Novo |
|                         | Bloco de Esquerda              | 33    | 4,18 / 100,00   | 0,34 |
|                         | Coligação Democrática Unitária | 25    | 3,17 / 100,00   | 1,74 |
| Votos Inválidos         | Votos Inválidos                | 40    | 5,07 / 100,00   | 1,02 |
| Total                   | Total                          | 789   | 100,00 / 100,00 |      |
| Eleitorado/Participação | Eleitorado/Participação        | 1 365 | 57,80 / 100,00  | 2,51 |

#### Torgueda
| Partido                 | Partido                        | Votos | %               | +/-   |
| ----------------------- | ------------------------------ | ----- | --------------- | ----- |
|                         | Partido Socialista             | 718   | 70,19 / 100,00  | 14,79 |
|                         | PSD-CDS-A                      | 228   | 22,29 / 100,00  | -     |
|                         | CHEGA                          | 21    | 2,05 / 100,00   | Novo  |
|                         | Bloco de Esquerda              | 18    | 1,76 / 100,00   | 0,61  |
|                         | Coligação Democrática Unitária | 8     | 0,78 / 100,00   | 0,08  |
| Votos Inválidos         | Votos Inválidos                | 30    | 2,94 / 100,00   | 0,98  |
| Total                   | Total                          | 1 023 | 100,00 / 100,00 |       |
| Eleitorado/Participação | Eleitorado/Participação        | 1 576 | 64,91 / 100,00  | 1,80  |

#### Vila Marim
| Partido                 | Partido                        | Votos | %               | +/-  |
| ----------------------- | ------------------------------ | ----- | --------------- | ---- |
|                         | Partido Socialista             | 692   | 58,30 / 100,00  | 9,63 |
|                         | PSD-CDS-A                      | 382   | 32,18 / 100,00  | -    |
|                         | CHEGA                          | 36    | 3,03 / 100,00   | Novo |
|                         | Bloco de Esquerda              | 25    | 2,11 / 100,00   | 0,30 |
|                         | Coligação Democrática Unitária | 15    | 1,26 / 100,00   | 0,44 |
| Votos Inválidos         | Votos Inválidos                | 37    | 3,12 / 100,00   | 0,50 |
| Total                   | Total                          | 1 187 | 100,00 / 100,00 |      |
| Eleitorado/Participação | Eleitorado/Participação        | 1 726 | 68,77 / 100,00  | 2,31 |

#### Vila Real
| Partido                 | Partido                        | Votos  | %               | +/-  |
| ----------------------- | ------------------------------ | ------ | --------------- | ---- |
|                         | Partido Socialista             | 4 412  | 49,73 / 100,00  | 7,48 |
|                         | PSD-CDS-A                      | 2 832  | 31,92 / 100,00  | -    |
|                         | Bloco de Esquerda              | 470    | 5,30 / 100,00   | 0,55 |
|                         | CHEGA                          | 434    | 4,89 / 100,00   | Novo |
|                         | Coligação Democrática Unitária | 334    | 3,76 / 100,00   | 0,83 |
| Votos Inválidos         | Votos Inválidos                | 390    | 4,40 / 100,00   | 0,54 |
| Total                   | Total                          | 8 872  | 100,00 / 100,00 |      |
| Eleitorado/Participação | Eleitorado/Participação        | 15 909 | 55,77 / 100,00  | 5,40 |

### Juntas de Freguesia

#### Abaças
| Partido                 | Partido                         | Votos | %               | +/-   | Mandatos | +/-  |
| ----------------------- | ------------------------------- | ----- | --------------- | ----- | -------- | ---- |
|                         | Partido Socialista              | 524   | 72,98 / 100,00  | 15,37 | 7 / 9    | 1    |
|                         | Unidos pela Freguesia de Abaças | 164   | 22,84 / 100,00  | Novo  | 2 / 9    | Novo |
| Votos Inválidos         | Votos Inválidos                 | 30    | 4,18 / 100,00   | 0,15  |          |      |
| Total                   | Total                           | 718   | 100,00 / 100,00 |       | 9 / 9    |      |
| Eleitorado/Participação | Eleitorado/Participação         | 1 125 | 63,82 / 100,00  | 1,31  |          |      |

#### Adoufe e Vilarinho de Samardã
| Partido                 | Partido                 | Votos | %               | +/-  | Mandatos | +/-     |
| ----------------------- | ----------------------- | ----- | --------------- | ---- | -------- | ------- |
|                         | Partido Socialista      | 900   | 53,35 / 100,00  | 1,04 | 5 / 9    | Estável |
|                         | PSD-CDS-A               | 718   | 42,56 / 100,00  | -    | 4 / 9    | -       |
| Votos Inválidos         | Votos Inválidos         | 69    | 4,09 / 100,00   | 0,72 |          |         |
| Total                   | Total                   | 1 687 | 100,00 / 100,00 |      | 9 / 9    |         |
| Eleitorado/Participação | Eleitorado/Participação | 2 854 | 59,11 / 100,00  | 1,14 |          |         |

#### Andrães
| Partido                 | Partido                 | Votos | %               | +/-   | Mandatos | +/- |
| ----------------------- | ----------------------- | ----- | --------------- | ----- | -------- | --- |
|                         | Partido Socialista      | 710   | 59,81 / 100,00  | 10,67 | 6 / 9    | 1   |
|                         | PSD-CDS-A               | 442   | 37,24 / 100,00  | -     | 3 / 9    | -   |
| Votos Inválidos         | Votos Inválidos         | 35    | 2,95 / 100,00   | 1,38  |          |     |
| Total                   | Total                   | 1 187 | 100,00 / 100,00 |       | 9 / 9    |     |
| Eleitorado/Participação | Eleitorado/Participação | 1 726 | 68,77 / 100,00  | 2,31  |          |     |

#### Arroios
| Partido                 | Partido                        | Votos | %               | +/-   | Mandatos | +/- |
| ----------------------- | ------------------------------ | ----- | --------------- | ----- | -------- | --- |
|                         | Mais e Melhor Arroios          | 462   | 64,17 / 100,00  | 16,08 | 6 / 9    | 1   |
|                         | PSD-CDS-A                      | 209   | 29,03 / 100,00  | -     | 3 / 9    | -   |
|                         | Coligação Democrática Unitária | 14    | 1,94 / 100,00   | -     | 0 / 9    | -   |
| Votos Inválidos         | Votos Inválidos                | 35    | 4,87 / 100,00   | 0,30  |          |     |
| Total                   | Total                          | 720   | 100,00 / 100,00 |       | 9 / 9    |     |
| Eleitorado/Participação | Eleitorado/Participação        | 1 045 | 68,90 / 100,00  | 3,95  |          |     |

#### Borbela e Lamas de Olo
| Partido                 | Partido                        | Votos | %               | +/-  | Mandatos | +/-     |
| ----------------------- | ------------------------------ | ----- | --------------- | ---- | -------- | ------- |
|                         | Partido Socialista             | 844   | 57,53 / 100,00  | 5,56 | 6 / 9    | 1       |
|                         | PSD-CDS-A                      | 485   | 33,06 / 100,00  | -    | 3 / 9    | -       |
|                         | Coligação Democrática Unitária | 56    | 3,82 / 100,00   | 0,37 | 0 / 9    | Estável |
| Votos Inválidos         | Votos Inválidos                | 82    | 5,59 / 100,00   | 0,51 |          |         |
| Total                   | Total                          | 1 467 | 100,00 / 100,00 |      | 9 / 9    |         |
| Eleitorado/Participação | Eleitorado/Participação        | 2 699 | 54,35 / 100,00  | 1,77 |          |         |

#### Campeã
| Partido                 | Partido                 | Votos | %               | +/-   | Mandatos | +/- |
| ----------------------- | ----------------------- | ----- | --------------- | ----- | -------- | --- |
|                         | Partido Socialista      | 673   | 72,84 / 100,00  | 15,89 | 7 / 9    | 1   |
|                         | PSD-CDS-A               | 214   | 23,16 / 100,00  | -     | 2 / 9    | -   |
| Votos Inválidos         | Votos Inválidos         | 37    | 4,00 / 100,00   | 0,36  |          |     |
| Total                   | Total                   | 924   | 100,00 / 100,00 |       | 9 / 9    |     |
| Eleitorado/Participação | Eleitorado/Participação | 1 611 | 57,36 / 100,00  | 3,29  |          |     |

#### Constantim e Vale de Nogueiras
| Partido                 | Partido                                | Votos | %               | +/-   | Mandatos | +/-  |
| ----------------------- | -------------------------------------- | ----- | --------------- | ----- | -------- | ---- |
|                         | Partido Socialista                     | 418   | 36,35 / 100,00  | 12,00 | 4 / 9    | 1    |
|                         | PSD-CDS-A                              | 397   | 34,52 / 100,00  | -     | 3 / 9    | -    |
|                         | V. Nogueiras-Freguesia/Constantim-Vila | 268   | 23,30 / 100,00  | Novo  | 2 / 9    | Novo |
| Votos Inválidos         | Votos Inválidos                        | 67    | 5,82 / 100,00   | 0,28  |          |      |
| Total                   | Total                                  | 1 150 | 100,00 / 100,00 |       | 9 / 9    |      |
| Eleitorado/Participação | Eleitorado/Participação                | 1 866 | 61,63 / 100,00  | 1,73  |          |      |

#### Folhadela
| Partido                 | Partido                        | Votos | %               | +/-   | Mandatos | +/-     |
| ----------------------- | ------------------------------ | ----- | --------------- | ----- | -------- | ------- |
|                         | Partido Socialista             | 635   | 50,36 / 100,00  | 13,00 | 5 / 9    | 2       |
|                         | PSD-CDS-A                      | 480   | 38,07 / 100,00  | -     | 4 / 9    | -       |
|                         | Coligação Democrática Unitária | 79    | 6,26 / 100,00   | 1,52  | 0 / 9    | Estável |
| Votos Inválidos         | Votos Inválidos                | 67    | 5,31 / 100,00   | 0,38  |          |         |
| Total                   | Total                          | 1 261 | 100,00 / 100,00 |       | 9 / 9    |         |
| Eleitorado/Participação | Eleitorado/Participação        | 1 978 | 63,75 / 100,00  | 0,33  |          |         |

#### Guiães
| Partido                 | Partido                 | Votos | %               | +/-   | Mandatos | +/-  |
| ----------------------- | ----------------------- | ----- | --------------- | ----- | -------- | ---- |
|                         | Partido Socialista      | 186   | 48,56 / 100,00  | 13,91 | 4 / 7    | 1    |
|                         | Unidos por Guiães       | 182   | 47,52 / 100,00  | Novo  | 3 / 7    | Novo |
| Votos Inválidos         | Votos Inválidos         | 15    | 3,91 / 100,00   | 0,69  |          |      |
| Total                   | Total                   | 383   | 100,00 / 100,00 |       | 7 / 7    |      |
| Eleitorado/Participação | Eleitorado/Participação | 630   | 60,79 / 100,00  | 5,37  |          |      |

#### Lordelo
| Partido                 | Partido                        | Votos | %               | +/-  | Mandatos | +/-     |
| ----------------------- | ------------------------------ | ----- | --------------- | ---- | -------- | ------- |
|                         | Amar Lordelo                   | 1 117 | 64,87 / 100,00  | 8,26 | 7 / 9    | 1       |
|                         | PSD-CDS-A                      | 434   | 25,20 / 100,00  | -    | 2 / 9    | -       |
|                         | Coligação Democrática Unitária | 67    | 3,89 / 100,00   | 0,57 | 0 / 9    | Estável |
| Votos Inválidos         | Votos Inválidos                | 104   | 6,04 / 100,00   | 1,31 |          |         |
| Total                   | Total                          | 1 722 | 100,00 / 100,00 |      | 9 / 9    |         |
| Eleitorado/Participação | Eleitorado/Participação        | 2 728 | 63,12 / 100,00  | 3,43 |          |         |

#### Mateus
| Partido                 | Partido                        | Votos | %               | +/-   | Mandatos | +/-     |
| ----------------------- | ------------------------------ | ----- | --------------- | ----- | -------- | ------- |
|                         | Partido Socialista             | 941   | 50,37 / 100,00  | 14,98 | 5 / 9    | 2       |
|                         | PSD-CDS-A                      | 758   | 40,58 / 100,00  | -     | 4 / 9    | -       |
|                         | Coligação Democrática Unitária | 82    | 4,39 / 100,00   | 0,60  | 0 / 9    | Estável |
| Votos Inválidos         | Votos Inválidos                | 87    | 4,65 / 100,00   | 0,86  |          |         |
| Total                   | Total                          | 1 868 | 100,00 / 100,00 |       | 9 / 9    |         |
| Eleitorado/Participação | Eleitorado/Participação        | 3 047 | 61,31 / 100,00  | 3,60  |          |         |

#### Mondrões
| Partido                 | Partido                 | Votos | %               | +/-   | Mandatos | +/-  |
| ----------------------- | ----------------------- | ----- | --------------- | ----- | -------- | ---- |
|                         | Partido Socialista      | 432   | 66,67 / 100,00  | 10,23 | 6 / 7    | 1    |
|                         | PSD-CDS-A               | 130   | 20,06 / 100,00  | -     | 1 / 7    | -    |
|                         | CHEGA                   | 68    | 10,49 / 100,00  | Novo  | 0 / 7    | Novo |
| Votos Inválidos         | Votos Inválidos         | 18    | 2,78 / 100,00   | 0,37  |          |      |
| Total                   | Total                   | 648   | 100,00 / 100,00 |       | 7 / 7    | 2    |
| Eleitorado/Participação | Eleitorado/Participação | 965   | 67,15 / 100,00  | 0,75  |          |      |

#### Mouçós e Lamares
| Partido                 | Partido                        | Votos | %               | +/-   | Mandatos | +/-     |
| ----------------------- | ------------------------------ | ----- | --------------- | ----- | -------- | ------- |
|                         | Partido Socialista             | 1 421 | 64,65 / 100,00  | 18,57 | 7 / 9    | 2       |
|                         | PSD-CDS-A                      | 606   | 27,57 / 100,00  | -     | 2 / 9    | -       |
|                         | Coligação Democrática Unitária | 63    | 2,87 / 100,00   | 0,73  | 0 / 9    | Estável |
| Votos Inválidos         | Votos Inválidos                | 108   | 4,91 / 100,00   | 1,38  |          |         |
| Total                   | Total                          | 2 198 | 100,00 / 100,00 |       | 9 / 9    |         |
| Eleitorado/Participação | Eleitorado/Participação        | 3 480 | 63,16 / 100,00  | 2,77  |          |         |

#### Nogueira e Ermida
| Partido                 | Partido                 | Votos | %               | +/-  | Mandatos | +/-     |
| ----------------------- | ----------------------- | ----- | --------------- | ---- | -------- | ------- |
|                         | Partido Socialista      | 328   | 49,85 / 100,00  | 7,47 | 4 / 7    | Estável |
|                         | PSD-CDS-A               | 299   | 45,44 / 100,00  | -    | 3 / 7    | -       |
| Votos Inválidos         | Votos Inválidos         | 31    | 4,72 / 100,00   | 1,36 |          |         |
| Total                   | Total                   | 658   | 100,00 / 100,00 |      | 7 / 7    | 2       |
| Eleitorado/Participação | Eleitorado/Participação | 917   | 71,76 / 100,00  | 0,62 |          |         |

#### Parada de Cunhos
| Partido                 | Partido                        | Votos | %               | +/-  | Mandatos | +/-     |
| ----------------------- | ------------------------------ | ----- | --------------- | ---- | -------- | ------- |
|                         | Partido Socialista             | 393   | 37,68 / 100,00  | 4,53 | 4 / 9    | Estável |
|                         | PSD-CDS-A                      | 357   | 34,23 / 100,00  | -    | 3 / 9    | -       |
|                         | Unidos Pela Nossa Freguesia    | 230   | 22,05 / 100,00  | Novo | 2 / 9    | Novo    |
|                         | Coligação Democrática Unitária | 22    | 2,11 / 100,00   | 0,57 | 0 / 9    | Estável |
| Votos Inválidos         | Votos Inválidos                | 41    | 3,94 / 100,00   | 0,50 |          |         |
| Total                   | Total                          | 1 043 | 100,00 / 100,00 |      | 9 / 9    |         |
| Eleitorado/Participação | Eleitorado/Participação        | 1 657 | 62,95 / 100,00  | 2,49 |          |         |

#### Pena, Quintã e Vila Cova
| Partido                 | Partido                          | Votos | %               | +/-   | Mandatos | +/-  |
| ----------------------- | -------------------------------- | ----- | --------------- | ----- | -------- | ---- |
|                         | Pena, Quintã e Vila Cova, Sempre | 455   | 84,89 / 100,00  | Novo  | 7 / 7    | Novo |
| Votos Inválidos         | Votos Inválidos                  | 81    | 15,11 / 100,00  | 12,00 |          |      |
| Total                   | Total                            | 536   | 100,00 / 100,00 |       | 7 / 7    |      |
| Eleitorado/Participação | Eleitorado/Participação          | 939   | 57,08 / 100,00  | 3,12  |          |      |

#### São Tomé do Castelo e Justes
| Partido                 | Partido                  | Votos | %               | +/-  | Mandatos | +/-     |
| ----------------------- | ------------------------ | ----- | --------------- | ---- | -------- | ------- |
|                         | Sentir São Tomé e Justes | 476   | 60,33 / 100,00  | 1,86 | 6 / 9    | Estável |
|                         | PSD-CDS-A                | 272   | 34,47 / 100,00  | -    | 3 / 9    | -       |
| Votos Inválidos         | Votos Inválidos          | 41    | 5,20 / 100,00   | 0,15 |          |         |
| Total                   | Total                    | 789   | 100,00 / 100,00 |      | 9 / 9    |         |
| Eleitorado/Participação | Eleitorado/Participação  | 1 365 | 57,80 / 100,00  | 3,51 |          |         |

#### Torgueda
| Partido                 | Partido                 | Votos | %               | +/-   | Mandatos | +/- |
| ----------------------- | ----------------------- | ----- | --------------- | ----- | -------- | --- |
|                         | Partido Socialista      | 760   | 74,29 / 100,00  | 23,67 | 7 / 9    | 2   |
|                         | PSD-CDS-A               | 236   | 23,07 / 100,00  | -     | 2 / 9    | -   |
| Votos Inválidos         | Votos Inválidos         | 27    | 2,64 / 100,00   | 0,89  |          |     |
| Total                   | Total                   | 1 023 | 100,00 / 100,00 |       | 9 / 9    |     |
| Eleitorado/Participação | Eleitorado/Participação | 1 576 | 64,91 / 100,00  | 1,80  |          |     |

#### Vila Marim
| Partido                 | Partido                 | Votos | %               | +/-   | Mandatos | +/- |
| ----------------------- | ----------------------- | ----- | --------------- | ----- | -------- | --- |
|                         | Partido Socialista      | 710   | 59,81 / 100,00  | 10,67 | 6 / 9    | 1   |
|                         | PSD-CDS-A               | 442   | 37,24 / 100,00  | -     | 3 / 9    | -   |
| Votos Inválidos         | Votos Inválidos         | 35    | 2,95 / 100,00   | 0,59  |          |     |
| Total                   | Total                   | 1 187 | 100,00 / 100,00 |       | 9 / 9    |     |
| Eleitorado/Participação | Eleitorado/Participação | 1 726 | 68,77 / 100,00  | 2,32  |          |     |

#### Vila Real
| Partido                 | Partido                        | Votos  | %               | +/-  | Mandatos | +/-     |
| ----------------------- | ------------------------------ | ------ | --------------- | ---- | -------- | ------- |
|                         | Partido Socialista             | 4 486  | 50,55 / 100,00  | 6,33 | 8 / 13   | 1       |
|                         | PSD-CDS-A                      | 2 865  | 32,28 / 100,00  | -    | 5 / 13   | -       |
|                         | Bloco de Esquerda              | 466    | 5,25 / 100,00   | 1,43 | 0 / 13   | Estável |
|                         | CHEGA                          | 383    | 4,32 / 100,00   | Novo | 0 / 13   | Novo    |
|                         | Coligação Democrática Unitária | 283    | 3,19 / 100,00   | 0,53 | 0 / 13   | Estável |
| Votos Inválidos         | Votos Inválidos                | 392    | 4,42 / 100,00   | 0,26 |          |         |
| Total                   | Total                          | 8 875  | 100,00 / 100,00 |      | 13 / 13  |         |
| Eleitorado/Participação | Eleitorado/Participação        | 15 909 | 55,79 / 100,00  | 5,38 |          |         |

| Freguesia                      | 2017-2021 | 2017-2021                | 2017-2021      | 2021-2025 | 2021-2025          | 2021-2025      |
| ------------------------------ | --------- | ------------------------ | -------------- | --------- | ------------------ | -------------- |
| Abaças                         |           | Partido Socialista       | 57,61 / 100,00 |           | Partido Socialista | 72,98 / 100,00 |
| Adoufe e Vilarinho de Samardã  |           | Partido Socialista       | 54,39 / 100,00 |           | Partido Socialista | 53,35 / 100,00 |
| Andrães                        |           | Partido Socialista       | 51,18 / 100,00 |           | Partido Socialista | 54,24 / 100,00 |
| Arroios                        |           | Grupo de Cidadãos        | 48,09 / 100,00 |           | Grupo de Cidadãos  | 64,17 / 100,00 |
| Borbela e Lamas de Olo         |           | Partido Socialista       | 63,09 / 100,00 |           | Partido Socialista | 57,53 / 100,00 |
| Campeã                         |           | Partido Socialista       | 56,95 / 100,00 |           | Partido Socialista | 72,84 / 100,00 |
| Constantim e Vale de Nogueiras |           | Partido Socialista       | 48,35 / 100,00 |           | Partido Socialista | 36,35 / 100,00 |
| Folhadela                      |           | Partido Socialista       | 63,36 / 100,00 |           | Partido Socialista | 50,36 / 100,00 |
| Guiães                         |           | Partido Socialista       | 62,47 / 100,00 |           | Partido Socialista | 48,56 / 100,00 |
| Lordelo                        |           | Grupo de Cidadãos        | 73,13 / 100,00 |           | Grupo de Cidadãos  | 64,87 / 100,00 |
| Mateus                         |           | Partido Socialista       | 65,35 / 100,00 |           | Partido Socialista | 50,37 / 100,00 |
| Mondrões                       |           | Partido Socialista       | 56,44 / 100,00 |           | Partido Socialista | 66,67 / 100,00 |
| Mouçós e Lamares               |           | Partido Socialista       | 46,08 / 100,00 |           | Partido Socialista | 64,65 / 100,00 |
| Nogueira e Ermida              |           | Partido Social Democrata | 44,06 / 100,00 |           | Partido Socialista | 49,85 / 100,00 |
| Parada de Cunhos               |           | Partido Social Democrata | 45,56 / 100,00 |           | Partido Socialista | 37,68 / 100,00 |
| Pena, Quintã e Vila Cova       |           | Partido Social Democrata | 61,54 / 100,00 |           | Grupo de Cidadãos  | 84,89 / 100,00 |
| São Tomé do Castelo e Justes   |           | Grupo de Cidadãos        | 62,19 / 100,00 |           | Grupo de Cidadãos  | 60,33 / 100,00 |
| Torgueda                       |           | Partido Socialista       | 50,62 / 100,00 |           | Partido Socialista | 74,29 / 100,00 |
| Vila Marim                     |           | Partido Socialista       | 70,48 / 100,00 |           | Partido Socialista | 59,81 / 100,00 |
| Vila Real                      |           | Partido Socialista       | 56,88 / 100,00 |           | Partido Socialista | 50,55 / 100,00 |